# Javor Davidův
Javor Davidův (Acer davidii) je druh javoru s typickou výrazně podélně pruhovanou kůrou. Pochází z Číny a je v České republice pěstován jako okrasná dřevina.

## Výskyt
Roste přirozeně v Číně, od provincie Ťiang-su jižně po Fu-ťien a Kuang-tung, a od západu po jihovýchod Kan-su a Jün-nan.

## První informace
Strom původně objevil Armand David, misionář v centrální Číně. Znovuobjevil jej Charles Maries během návštěvy Jiangsu v roce 1878.

## Popis
Je to malý opadavý strom, rostoucí do výšky 10–15 m s kmenem do 40 cm v průměru, ale většinou menším, často s několika kmeny a širokou korunou s dlouhými obloukovitými větvemi. Kůra je hladká, olivově zelená s pravidelnými úzkými svislými pruhy na mladých stromcích, která se nakonec stává temně šedo-hnědou na kmenech starých stromů. Listy jsou 6–18 cm dlouhé a 4–9 cm široké, s 3–6 cm dlouhým řapíkem. Jsou tmavě zelené, slabě třílaločnaté, jemně zoubkaté. Barva se na podzim mění na zářivě žlutou, oranžovou nebo červenou. Květy jsou malé, žluté, s pěti kališními lístky asi 4 mm dlouhými, obloukovitě visící v 7–12 cm dlouhém hroznu. Kvete koncem jara, květy jsou jednopohlavné, samčí a samičí květy rostou v jiných hroznech. Plody jsou 7–10 mm dlouhé a 4–6 mm široké nažky, s křídly 2–3 cm dlouhými a 5 mm širokými.

## Taxonomie
Existují dva poddruhy, často rozlišované jako odlišné druhy:
- Acer davidii subsp. davidii: Kůra nazelenale hnědá s bílými pruhy. Prýty růžovo-zelené. Listové řapíky růžové až červené; listy obvykle jednoduše zoubkované s variabilně velkými zoubky.
- Acer davidii subsp. grosseri (Pax) de Jong (Acer grosseri Pax; syn. Acer hersii Rehd.): Kůra zelená s bílými až světle zelenými pruhy. Prýty zelené. Listové řapíky zelené, listí častěji trojlaločnaté a dvojitě zoubkované.

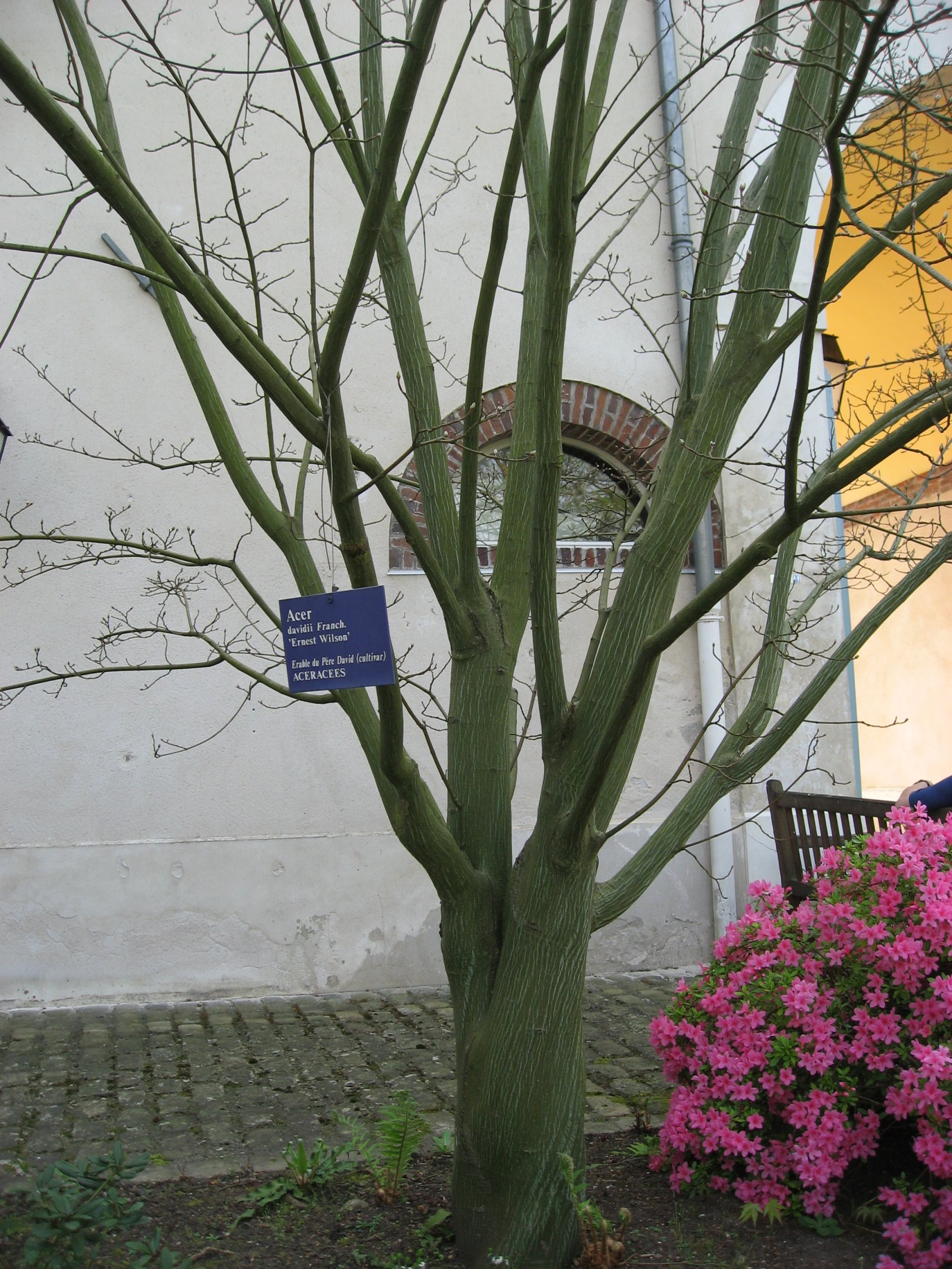
Acer davidii

## Pěstování a použití
Spolu s Acer rufinerve patří dva poddruhy javora Davidova mezi nejčastěji pěstované javory s pruhovanou kůrou. Oba jsou poměrně odolné a rychle rostoucí.
Mezi kultivary A. davidii patří např. 'Canton' (holandský kultivar s nafialovělým odstínem na jeho zelených pruzích), 'George Forrest' ( skotský kultivar s velkými listy a tmavě červenými mladými výhonky), 'Ernest Wilson' (odrůda, která může být viděna ve Westonbirt Arboretum v Anglii) a 'Serpentine' (kultivar s výrazně malými, úzkými listy). V některých případech tyto kultivary nelze zařadit do jednoho z poddruhů ostatních, a jsou prostě považovány za kultivary A. davidii.

## Použití
Javor Davidův lze použít v ČR jako okrasnou rostlinu. Je to efektní solitéra, ale uplatní se i do skupin poblíž cest.

## Nároky
Vyžaduje slunce, ale snáší i částečné zastínění. Snese mírně kyselou i mírně alkalickou půdu (pH 6,1–7,8). Vhodná je propustná, humózní půda dobře zásobená vodou.

## Rozmnožování
Rozmnožuje se dřevitými řízky, bylinnými řízky, semeny na jaře, očkováním.